# Juan Ramírez de Arellano y Manrique de Lara
Juan Ramírez de Arellano y Manrique de Lara (Lisboa, c. 1606 - Tarragona, 1643), VIII conde de Aguilar de Inestrillas, fue un aristócrata y militar español, que llegó a ocupar el cargo de virrey de Cataluña en los comienzos de la sublevación de Cataluña.

## Biografía
Hijo de Felipe Ramírez de Arellano y Zúñiga, VII conde de Aguilar de Inestrillas, y de Juana Manrique. Estuvo casado con María de Mendoza y Velasco, II marquesa de Hinojosa. Le sucedió su hijo Juan Domingo Ramírez de Arellano y Mendoza.
En 1629 le fue concedido el título de caballero de la orden de Santiago, y en enero de 1640 el de Grande de España.
En 1640 formó parte del ejército castellano que entró en Cataluña, y luchó contra los sublevados catalanes durante la guerra de los Segadores. Hacia 1641 ocupó el cargo de virrey de Cataluña en la zona controlada por Felipe IV. Instalado en Tarragona, hizo varias incursiones, llegándose a apoderar de Alcover (diciembre de 1641) y de Reus (enero de 1642). En febrero de 1643 formó parte de la expedición contra Miravet, donde fue completamente derrotado.